# Titularbistum Turres in Byzacena
Turres in Byzacena (ital.: Torri di Bizacena) ist Titularbistum der römisch-katholischen Kirche
Es geht auf ein antikes nordafrikanisches Bistum in der römischen Provinz Byzacena bzw. Africa proconsularis zurück.
| Titularbischöfe von Turres in Byzacena |                                                        |                                                        |                   |                 |
| Nr.                                    | Name                                                   | Amt                                                    | von               | bis             |
| 1                                      | Juan Carlos Aramburu Titularerzbischof pro hac vice    | Koadjutorerzbischof von Buenos Aires (Argentinien)     | 14. Juni 1967     | 22. April 1975  |
| 2                                      | Bonifácio Piccinini SDB Titularerzbischof pro hac vice | Koadjutorerzbischof von Cuiabá (Brasilien)             | 27. Juni 1975     | 15. August 1981 |
| 3                                      | Manuel Salazar y Espinoza                              | emeritierter Bischof von León en Nicaragua (Nicaragua) | 19. Dezember 1981 | 16. August 1995 |
| 4                                      | Hil Kabashi OFM                                        | Apostolischer Administrator von Südalbanien            | 3. Dezember 1996  |                 |